# Угрюм-река (сериал, 2021)
«Угрю́м-река́» — российский драматический телесериал Юрия Мороза, вторая экранизация одноимённого романа Вячеслава Шишкова. Главные роли в нём сыграли Александр Горбатов, Юлия Пересильд и Александр Балуев. Премьерный показ прошёл с 9 марта по 1 апреля 2021 года на «Первом канале», сериал получил высокий рейтинг, но не снискал популярности.

## Сюжет
Сериал поставлен по одноимённому роману советского писателя Вячеслава Шишкова. Он стал первой полной экранизацией этой книги (советский телефильм 1968 года использовал только некоторые сюжетные линии).
В 1896 году в селе Медведево Иркутской губернии отец и сын Громовы, Пётр и Прохор, влюбляются в Анфису Козыреву, и Пётр, чтобы избавиться от соперника, поручает сыну пройти непроходимую доселе Угрюм-реку. Прохор выполняет поручение, но возвращается в родные края совсем другим человеком: теперь он намерен покорить всю Сибирь.

## В ролях
| Актёр              | Роль                                                                                                 |
| ------------------ | --- |
| Александр Горбатов | Прохор Петрович Громов купец                                                                         |
| Юлия Пересильд     | Анфиса Петровна Козырева жена Антипа, внучка Клюки                                                   |
| Александр Балуев   | Пётр Данилович Громов купец, отец Прохора                                                            |
| Наталья Суркова    | Марья Кирилловна Громова купчиха, жена Петра, мать Прохора                                           |
| Леонид Окунев      | Иннокентий Филатович Груздев купец, крёстный Нины, отец Анны                                         |
| Александр Яценко   | Илья Петрович Сохатых приказчик Петра                                                                |
| Екатерина Дурова   | Клюка повитуха, бабушка Анфисы                                                                       |
| Юрий Миронцев      | Ибрагим черкес, верный помощник Прохора в путешествии                                                |
| Евгения Манджиева  | Синильга дух злой шаманки                                                                            |
| Николай Стоцкий    | Константин Фарков крестьянин, отец Тимохи, проводник Прохора и Ибрагима по Угрюм-реке                |
| Никита Тезин       | Тимофей Константинович Фарков крестьянин, сын Константина, влюблён в Таню                            |
| Василиса Измайлова | Татьяна крестьянка                                                                                   |
| Виталий Кищенко    | Филипп Самсонович (Филька) Шкворень главарь шайки разбойников, муж Клавы                             |
| Клавдия Коршунова  | Клавдия жена Фильки Шкворня                                                                          |
| Софья Эрнст        | Нина Яковлевна Куприянова дочь Якова                                                                 |
| Роман Мадянов      | Яков Назарович Куприянов купец-миллионер, владелец заводов на Урале, отец Нины                       |
| Виктор Раков       | Аркадий Юрьевич Шапошников чучельник, политический ссыльный, сожитель Дарьи, влюблён в Анфису        |
| Дарья Мороз        | Дарья Сергеевна ссыльная революционерка, сожительница Аркадия                                        |
| Алексей Кирсанов   | Антип Дегтярёв унтер-офицер, муж Анфисы                                                              |
| Сергей Фролов      | Мирон (Богомаз) Степанович Амбреев каторжный бродяга, брат Фёдора, жених Наденьки                    |
| Юрий Чурсин        | Андрей Андреевич Протасов главный инженер Куприянова, влюблён в Нину                                 |
| Сергей Колтаков    | Иван Иванович Голубев следователь                                                                    |
| Виталий Коваленко  | Фёдор Степанович Амбреев пристав                                                                     |
| Гиртс Лукевицс     | Альберт Генрихович Кук англичанин, специалист по гидроинженерному делу                               |
| Александр Сирин    | адвокат Прохора                                                                                      |
| Александр Клюквин  | Черношварц прокурор                                                                                  |
| Юлия Хлынина       | Катерина Львовна (Кэтти) учительница, влюблена в Андрея                                              |
| Полина Пушкарук    | Варвара Никитична Тихомирова кухарка Громовых, возлюбленная Ибрагима                                 |
| Юрий Назаров       | Данила Прохорович Громов купец, разбойник, отец Петра, дед Прохора                                   |
| Анастасия Попова   | Надежда Васильевна Амбреева жена Фёдора                                                              |
| Борис Каморзин     | отец Ипат                                                                                            |
| Ногон Шумаров      | Гирманча тунгусский шаман                                                                            |
| Светлана Колпакова | Анна Иннокентьевна Груздева дочь Иннокентия                                                          |
| Ирина Бразговка    | Домна Ивановна Куприянова мать Нины, жена Якова                                                      |
| Екатерина Агеева   | Ксения любовница Ильи                                                                                |
| Станислав Дужников | Ферапонт Дерябин кузнец Куприянова, церковный певчий, дьякон                                         |
| Вероника Волоха    | Вера Прохоровна Громова дочь Прохора и Нины                                                          |
| Глеб Пускепалис    | Александр Иванович Образцов ассистент Альберта                                                       |
| Леонид Громов      | Григорий Ильич врач психиатрической больницы                                                         |
| Александр Семчев   | Ипполит Иполлитович бухгалтер Прохора                                                                |
| Алексей Вертков    | Владислав Викентьевич Парчевский поляк, сердцеед, инженер                                            |
| Иван Ивашкин       | Аркадий Аркадьевич Приперентьев поручик, племянник и наследник владельца золотого прииска, картёжник |
| Михаил Владимиров  | Долгорукий князь                                                                                     |
| Александра Ребенок | баронесса Нелли                                                                                      |
| Павел Ворожцов     | Карл Карлович фон Пфеффер ротмистр, командир роты                                                    |
| Олег Ребров        | Владимир Усачёв штабс-ротмистр                                                                       |
| Александр Мизев    | Игорь Борзятников поручик                                                                            |
| Сергей Степанченко | генерал                                                                                              |
| Сергей Суслов      | фотограф                                                                                             |
| Максим Битюков     | Пантелеймон Павлович Рощин почтмейстер                                                               |
| Юрий Тарасов       | Иван Пятаков старатель                                                                               |
| Владимир Юматов    | Николай Николаевич Новиков инспектор Госгорнадзора                                                   |

## Эпизоды
| № серии | Премьера   | Описание серии |
| ------- | ---------- | --- |
| 1       | 09.03.2021 | 1896 год. Иркутская губерния. Село Медведево. Купцы Пётр Громов и его сын Прохор влюбляются в одну женщину — офицерскую вдову Анфису Козыреву, недавно вернувшуюся в Медведево. Чтобы избавиться от соперника, отец отправляет Прохора в опасный путь: поручает пройти непроходимую доселе Угрюм-реку. Прохор берёт себе в помощники в путешествие черкеса Ибрагима. На сельской ярмарке Прохор знакомится с купцом Груздевым. Груздев сулит юноше большое будущее и обещает помогать во всех начинаниях. |
| 2       | 09.03.2021 | В то время как Прохор с Ибрагимом отправляются в суровое путешествие по Угрюм-реке, в Медведево Пётр принимается активно ухаживать за Анфисой, несмотря на наличие жены Марьи Кирилловны. На стоянке в деревне Подволочная в Прохора влюбляется местная девушка Таня. Он проводит с ней ночь, а наутро спасается бегством от её жениха Тимохи Фаркова. |
| 3       | 10.03.2021 | Прохор и Ибрагим, рискуя жизнью, стойко преодолевают все трудности и тяготы пути. Полагая, что пришли в скит монахов, они попадают в логово разбойников. Путешественникам чудом удаётся сбежать, однако это лишь оттягивает неизбежный конец: продовольствие закончилось, патронов нет, Прохор ранен и болен. Надежда на спасение тает с каждым часом, и Ибрагим решает убить своего друга, тем самым избавив того от мучений. В последний момент Прохора и Ибрагима находит купеческий обоз.             |
| 4       | 11.03.2021 | Прохор ухаживает за красавицей Ниной Куприяновой — единственной, горячо любимой дочерью купца-миллионщика Якова Куприянова. Громов видит в девушке отличную для себя партию. Этот интерес обоюден, однако Нине, в первую очередь, импонируют человеческие качества Прохора. Он привлекает её, как яркая и волевая личность. Прохор возвращается в Медведево и узнаёт, что отец не оставил Анфису в покое.                                                                                                 |
| 5       | 15.03.2021 | Прохор страшно ревнует Анфису к отцу. Анфиса же уверяет, что любит только Прохора. Они проводят ночь вместе. Прохор отправляется на поиски золота и строит поселение на берегу Угрюм-реки. Верный Прохору Ибрагим уверен, что тому надо жениться на Нине Куприяновой. Он чувствует опасность в связи Прохора с Анфисой и потому уничтожает всю их переписку. |
| 6       | 16.03.2021 | Анфиса ставит Петру Громову условие — развестись с Марьей Кирилловной. Лишь тогда она станет с ним жить. К Анфисе приходит муж Антип, которого она считала погибшим. С помощью Клюки Анфиса избавляется от незваного гостя. Прохор делает Нине предложение руки и сердца. Анфиса находит в шкатулке с драгоценностями, подаренной ей Петром, список убиенных, составленный Данилой — дедом Прохора. |
| 7       | 17.03.2021 | Анфиса шантажирует Громовых списком убиенных дедом Данилой, желая, тем самым, сорвать намеченную свадьбу Прохора и Нины Куприяновой. Неожиданно Яков Куприянов узнаёт в подарке Петра Нине серьги своей убитой матери. Яков понимает, что убийца — дед Прохора. |
| 8       | 18.03.2021 | Прохор сообщает отцу, что не станет жениться на Нине Куприяновой, он решил взять в жёны Анфису. Ночью Шапошников прибегает к повитухе Клюке и зовёт её с собой на роды Дарьи. А наутро село Медведево облетает шокирующая весть: Анфиса Козырева убита. |
| 9       | 22.03.2021 | На суде Прохор называет Ибрагима убийцей. Нина также даёт показания против Ибрагима. Тот проклинает обоих. Проходят годы. Прохор женат на Нине. У них подрастает дочь Верочка. Прохор Громов теперь успешный фабрикант и золотопромышленник. К нему приходит наниматься разбойник Филька Шкворень, обещая показать тунгусские золотые земли. |
| 10      | 23.03.2021 | Прохор приглашает в управляющие Андрея Андреевича Протасова, а сам снаряжает экспедицию с Филькой Шкворнем за золотом. Сведения Фильки оказываются верными: Прохор открывает богатый прииск. Однако, выясняется, что у прииска есть владелец — Преперентьев. |
| 11      | 24.03.2021 | Прохор отправляется в Петербург, чтобы выкупить прииск у Преперентьева. При помощи взятки министру ему удаётся совершить сделку. Прохор знакомится с Авдотьей Праховой, приближённой к высшим кругам. Она приводит его к своим друзьям, где Прохора обкрадывают и избивают. До резиденции Громово доходят слухи, что Прохор убит. |
| 12      | 25.03.2021 | Умирает отец Нины — Яков Назарович Куприянов. Нина становится богатой наследницей. Вместе с Протасовым она мечтает улучшить качество жизни рабочих. Прохор же не желает слушать ни о каких о нововведениях. Нина присылает на прииск Прохора инспектора Новикова, который должен навести там порядок. Однако Прохор находит способ оградиться от нежелательного вмешательства. |
| 13      | 29.03.2021 | Леса охватывают сильнейшие пожары. Сибирь горит! Протасов обещает рабочим поддержку от Прохора, если те помогут в тушении. Прохору приходится дать слово, что условия труда будут улучшены. Огонь отходит, однако Прохор не собирается выполнять данных ранее обещаний. |
| 14      | 30.03.2021 | Рабочие доведены до крайности невыносимыми условиями труда. Под предводительством Дарьи и Тимохи Фаркова они решают выступить с мирным протестом под окнами резиденции Прохора Громова. Вместе с рабочими идут их жёны и дети. Прохор призывает полицию и военных усмирить бунт. Представители закона открывают огонь по демонстрантам. |
| 15      | 31.03.2021 | Прохор требует от Нины денег на свершение своих грандиозных планов. Нина не верит мужу. Пётр Данилович приезжает к Прохору поговорить, но тому невыносимо выслушивать покаяние отца. Прохор просит Шкворня отвадить Петра от дома. Шкворень решает этот вопрос. К Прохору приезжает генерал расследовать расстрел мирных демонстрантов. |
| 16      | 01.04.2021 | В то время как Прохор занят воплощением своих безумных идей, Нина узнаёт о том, что предприятия мужа близки к банкротству. Она решает взять управление его активами в свои руки. Тем временем Ибрагим готовит жестокую расправу над предавшим его другом. |

## Производство
О начале работы над сериалом стало известно в мае 2019 года. Съёмки проходили с 5 июля 2019 года по январь 2020 года в Свердловской области, в Минске, Суздале, Кинешме, Москве и Московской области. Для сериала было создано около сотни костюмов. По словам художника-постановщика ленты Ларисы Лебедевой, в нарядах героев можно найти отсылки к картинам художников-передвижников, а в костюмах Прохора Громова обнаружить китайские мотивы.
Премьерный показ телесериала начался 9 марта 2021 года. Главной заставкой проекта стала Манская петля, расположенная на реке Мане недалеко от Дивногорска, хотя съёмки сериала там не проводились. Были использованы кадры, отснятые с воздуха с видами на сибирскую природу.
Специально к премьере телесериала издательство «Эксмо» выпустило два вида двухтомного одноимённого романа Вячеслава Шишкова в серии «Кинообложка». В первом комплекте книг на обложках изображены Анфиса и Прохор Громов, на втором комплекте — Нина и Пётр Громов.

## Оценки
У сериала во время премьерного показа был довольно высокий рейтинг, но массовый зритель, судя по отзывам, был недоволен интерпретацией сюжета и актёрской игрой; это связано с памятью о советской экранизации романа Шишкова. Рецензент «Комсомольской правды» констатировал, что в новой «Угрюм-реке» «сюжет упущен, характеры не построены, симпатий не вызывает никто, а главное — не создан персональный мир фильма, нет ни географии, ни биологии, мертвое пространство, имитация». Обозреватель Film.ru, неуверенный в необходимости новой экранизации романа Шишкова, считает, что в сериале слишком избыточный сюжет и слишком искусственный финал.